# Italian green - Viaggio nell'Italia sostenibile
Italian green - Viaggio nell'Italia sostenibile è un rotocalco televisivo dedicato al mondo "green", in onda dal 16 aprile 2022 su Rai 2.

## Descrizione
Italian green è un programma a vocazione ambientalista. Esso si occupa di temi legati all'ecologia, alla salvaguardia del patrimonio paesaggistico e ai cambiamenti climatici. La questione ambientale però viene trattata in maniera non catastrofista e difatti si mettono in evidenza i punti di forza italiani a tal riguardo, come il fatto che l’Italia è tra i Paesi europei più virtuosi nel riciclo dei rifiuti. 
Il tutto avviene parlando anche di aziende italiane che hanno adottato pratiche di produzioni sostenibili, incentrate al rispetto dell’ambiente. In ogni puntata ci sono inoltre varie interviste e contributi di personalità del mondo dello spettacolo, dello sport, della musica e del giornalismo
Location del programma è un centro culturale polivalente, un’ ex fabbrica, situato a Roma.

## Edizioni
| Edizione | Anno | Conduzione   | Conduzione      | Conduzione  | Conduzione       | Periodo        | Periodo       | Puntate | Studio |
| Edizione | Anno | Conduzione   | Conduzione      | Conduzione  | Conduzione       | Inizio         | Fine          | Puntate | Studio |
| -------- | ---- | ------------ | --------------- | ----------- | ---------------- | -------------- | ------------- | ------- | ------ |
| 1ª       | 2022 | Mario Acampa | Riccardo Cresci | Noemi David | Marco Martinelli | 16 aprile 2022 | 7 maggio 2022 | 4       | Roma   |